# Hohenkreuz
Hohenkreuz ist ein Stadtteil von Esslingen am Neckar. Er liegt im Norden der Stadt oberhalb der Burg und gehört zu den beliebten Wohngebieten, wozu die hohe Anzahl an Einzelhändlern im Stadtteil beiträgt.

## Politik
Der Ansprechpartner für die Belange des Stadtteils für die Stadtverwaltung und den Gemeinderat von Esslingen ist der Bürgerausschuss Wäldenbronn, Hohenkreuz, Serach, Obertal. Auf der Stadtteilebene gestaltet der Bürgerausschuss das kommunale Leben mit. Er ist Mitglied der Arbeitsgemeinschaft der Bürgerausschüsse, diese besteht zum Erfahrungsaustausch und zur Koordination der einzelnen Bürgerausschüsse der Stadt.
Grundlage für die Arbeitsweise und den Aufbau des Bürgerausschusses und der Arbeitsgemeinschaft ist der von der Arbeitsgemeinschaft am 21. Februar 1991 beschlossene Status.
Als Grundlage für die Zusammenarbeit zwischen dem Bürgerausschuss, dem Gemeinderat und der Verwaltung wurde eine Vereinbarung getroffen. Diese wurde von der Arbeitsgemeinschaft am 17. Juli 1990 gebilligt und vom Gemeinderat am 10. Dezember 1990 genehmigt. Im Juni 2000 wurde sowohl der Status als auch die Vereinbarung redaktionell überarbeitet.
In der öffentlichen Bürgerversammlung, die die Stadt Esslingen am 15. Juli 2010 in der Turn- und Versammlungshalle Hohenkreuz durchführte, wurde der Bürgerausschuss Wäldenbronn, Hohenkreuz, Serach, Obertal für 3 Jahre gewählt.

## Schulen
- Gemeinschaftsschule Seewiesenschule Wäldenbron, früher: Hohenkreuzschule[6]
- Schelztor-Gymnasium

## Kirchen

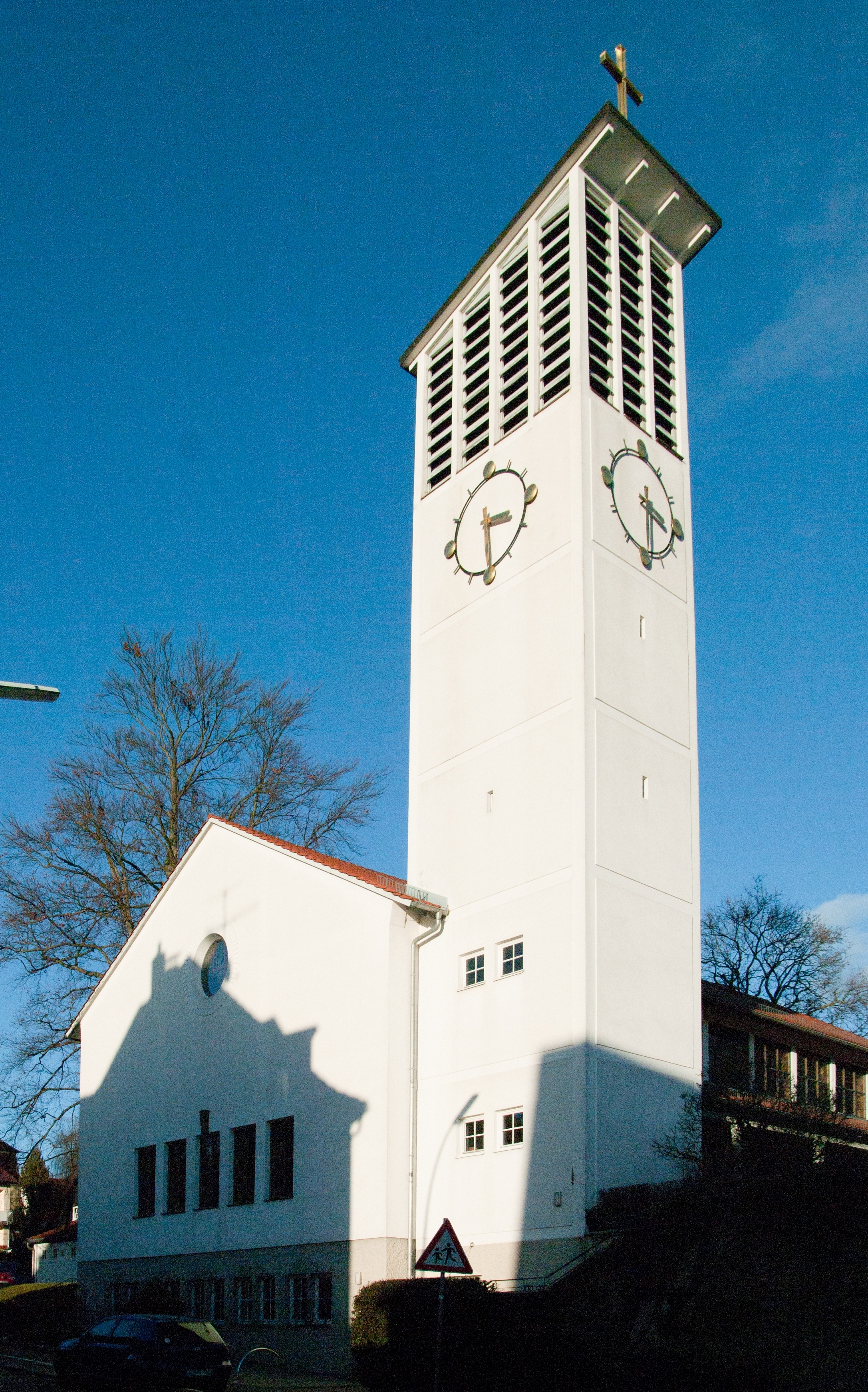
Hohenkreuz-Kirche

- Evangelische Hohenkreuzkirche von Rudolf Lempp. Mehrere Fenster dieser Kirche wurden 1956 von Hans Gottfried von Stockhausen gestaltet.
- Katholische Kirche St. Josef

## Sehenswürdigkeiten
- Das Palm’sche Schloss Hohenkreuz existiert vermutlich seit dem späten Mittelalter, wird aber laut Karl Pfaff in dieser Form 1698 urkundlich erwähnt. Der gesamte Besitz des Freiherrn von Palm einschließlich aller Ländereien in der Gemarkung Hohenkreuz gingen im Oktober 1914 in den Besitz der Stadt Esslingen über. Bereits im selben Jahr ging ebendieser an den Reichsfiskus per Kaufvertrag. Geplant war die Erbauung einer Kaserne (heutige „Becelaere“-Kasern bzw. das Wohngebiet Palm’scher Park) sowie die Nutzung der Schlossgebäude für die Militärverwaltung. Zwischen 1994 und 1999 erstand die Baugenossenschaft Esslingen das Schlossgelände samt Park (alt: Flst. 8763, dann Neubeziff. Flst. 8761).

Laut Kaufvertrag zwischen der Stadt Esslingen und dem Reichsfiskus 1914 bestand die Stadt Esslingen darauf, dass der Schlosspark („Baumgarten“) unberührt bleibt (Kaufvertrag §13), sofern nicht militärische Zwänge bestehen. Da dieser bis nach
dem Zweiten Weltkrieg unbeschädigt blieb, konnten hierauf Pachtflächen zur Selbstversorgung der Bürger in den Notzeiten nach dem Krieg ausgewiesen werden. Gemäß dem bisherigen Bebauungsplan unterliegt der Park deshalb einem Bauverbot.
Nach Verkauf an die Stadt wurde jedoch im Frühjahr 2013 ein Bebauungsplan erstellt, der eine dichte, mehrgeschossige Bebauung zum Zwecke von Seniorenwohnungen ermöglichen soll. Deshalb wurden die bis dato genutzten Kleingartenflächen gekündigt. Teile des alten historischen Baumbestands werden im oberen Teil entfernt, um die Erschließung und den Bau von Tiefgaragen zu ermöglichen. Rodungen im unteren Teil sind geplant.
Das Schloss ist noch im Besitz der Baugenossenschaft Esslingen. Der Abbruch von mehreren Gebäuden auf dem Gelände trotz der Bedeutung als Kulturdenkmal und eine massive Verbauung zum Hohenkreuzweg hin beeinträchtigen seit den 90er Jahren das ursprüngliche Bild.
Das Palm’sche Schloss und der Park („Baumgarten“) stellen den ehemaligen Kern des Stadtteils Hohenkreuz dar und waren als Ensemble bis weit nach dem Zweiten Weltkrieg nahezu unberührt. Das Aquädukt im Obertal ist u. a. ein Zeugnis des technischen Fortschritts, der das Anwesen schon früh (vermutlich schon im 16. Jahrhundert) über Wasserrohre mit einem eigenen Brunnen verband und so autark machte. Die Geschichte der Familie Palm ist eng mit der Geschichte der Stadt Esslingen verknüpft. Das Palm’sche Stadtpalais ist heute das sogenannte Neue Rathaus am Marktplatz.
- Die ehemalige Kommandantur der Becelaere-Kaserne (erbaut ab 1914) wird heute als Wohnanlage genutzt.
- Die Speisegaststätte Zur schönen Aussicht ist im Stil des Historismus gestaltet.
- Das ehemalige jüdische Waisenheim Theodor-Rothschild-Haus beherbergt heute soziale Einrichtungen.

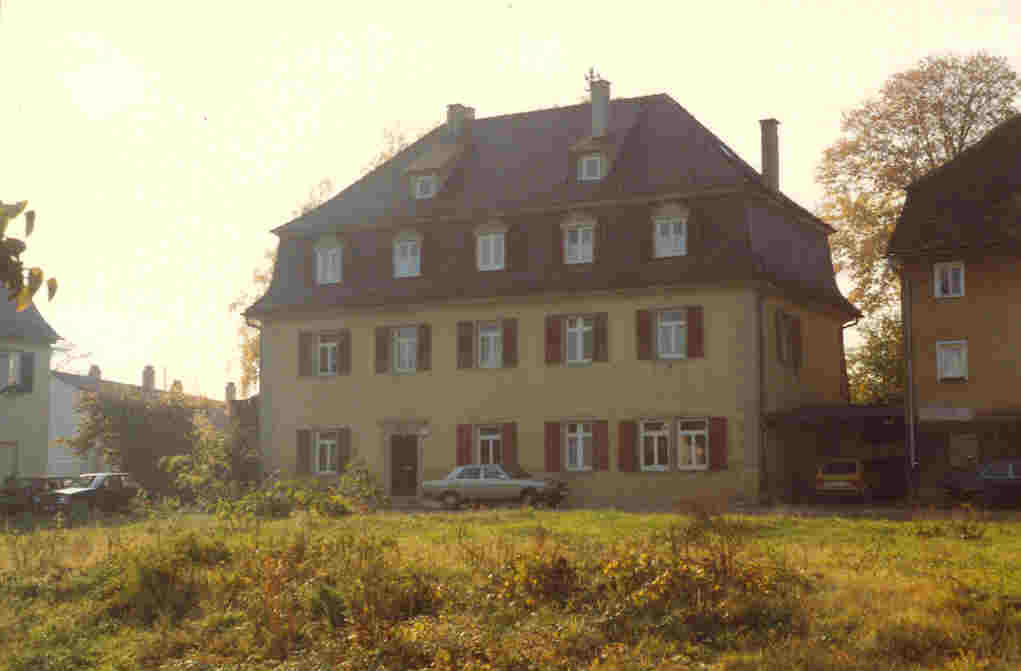
Das Schloss 1983
Das Palm’sche Schloss in Esslingen-Hohenkreuz um 1900
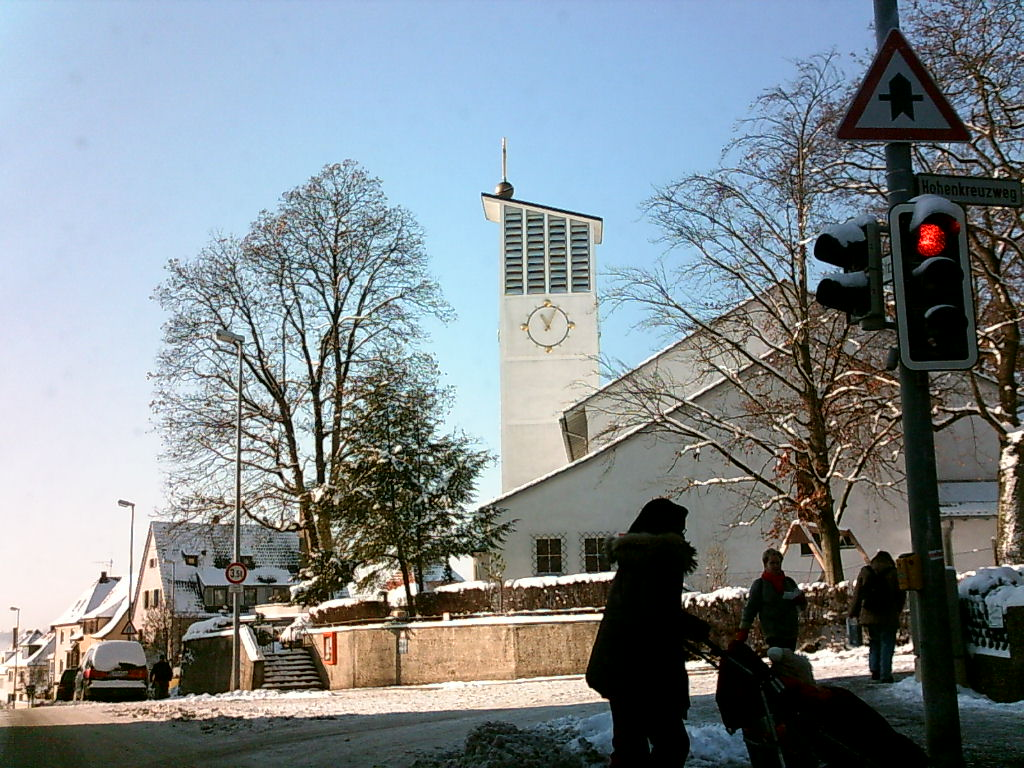
Evangelische Hohenkreuzkirche
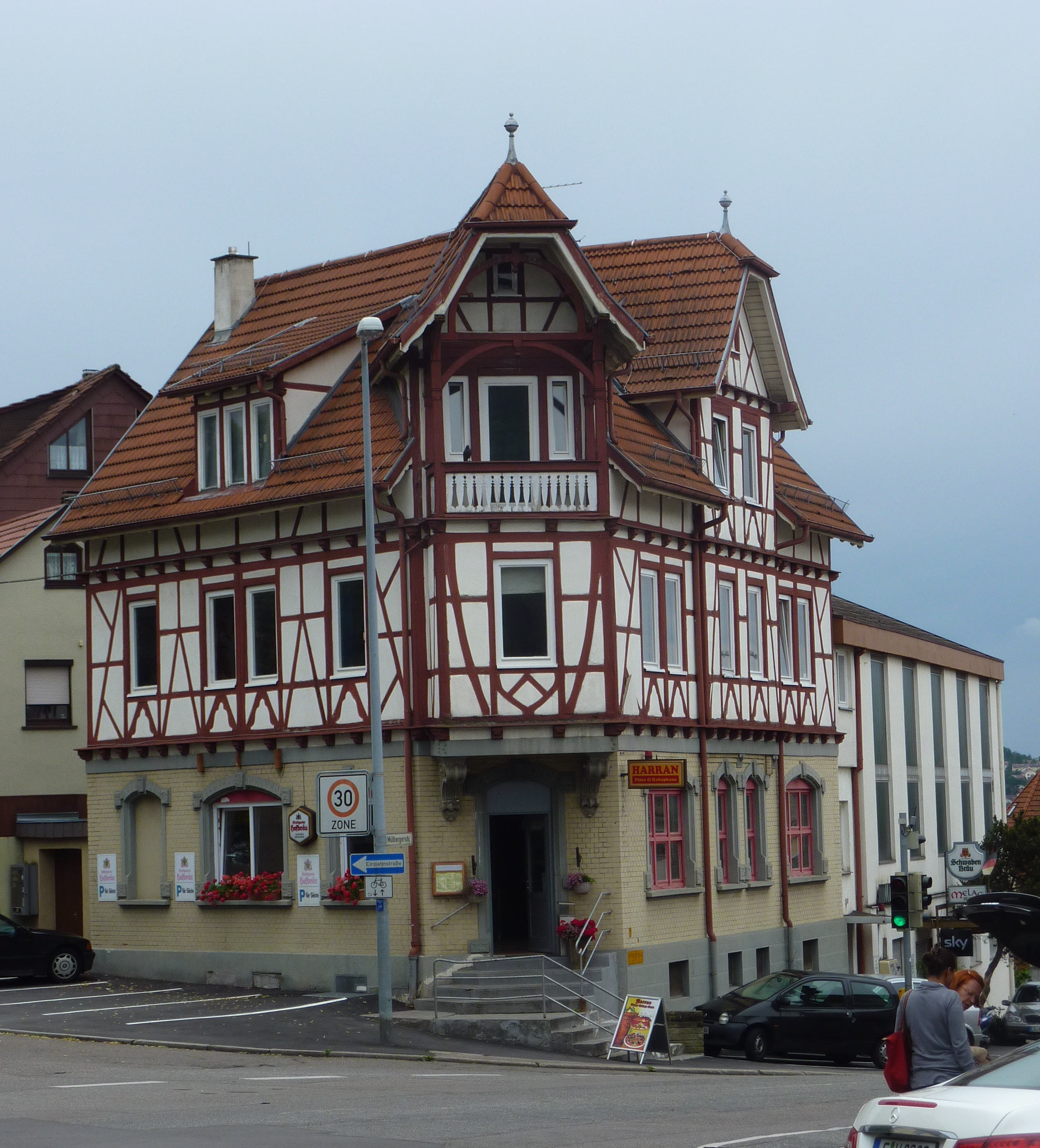
Zur schönen Aussicht